# し
し en hiragana ou シ en katakana sont deux kanas, caractères japonais qui représentent la même more. Ils sont prononcés /ɕi/ et occupent la 12e place de leur syllabaire respectif, entre さ et す.

## Origine
L'hiragana し et le katakana シ proviennent, via les man'yōgana, du kanji 之.

## Diacritiques
し et シ peuvent être diacrités pour former じ et ジ et représenter le son /ɟʑi/ ou /ʑi/.

## Romanisation
Ces kanas se romanisent différemment selon les systèmes :
- Hepburn :
  - し et シ : « shi »
  - じ et ジ : « ji » (comme ぢ)
- Kunrei et Nihon :
  - し et シ : « si »
  - じ et ジ : « zi » (comme ぢ dans le système Kunrei)

## Tracé
L'hiragana し s'écrit en un seul trait.

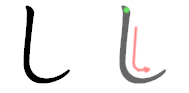
Ordre des traits pour し.

1. Trait vertical formant un crochet largement ouvert sur la droite à sa base.

Le katakana シ s'écrit en trois traits.

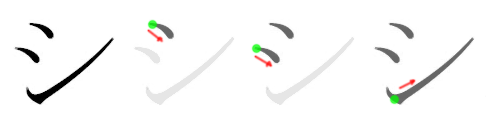
Ordre des traits pour シ.

1. Petit trait diagonal, de gauche à droite et de haut en bas.
2. Petit trait parallèle au premier, mais situé un peu plus bas à gauche.
3. Trait diagonal, légèrement incurvé, tracé de bas en haut et de gauche à droite.

Cette graphie est très similaire à celle de ツ : seule la direction et la hauteur du tracé du dernier trait sont différentes.

## Représentation informatique
- Unicode[1],[2] :
  - し : U+3057
  - シ : U+30B7
  - じ : U+3058
  - ジ : U+30B8